# Romy Eggimann
Romy Eggimann, född den 29 september 1995 i Sumiswald i Schweiz, är en schweizisk ishockeyspelare.
Hon tog OS-brons i damernas ishockeyturnering i samband med de olympiska ishockeytävlingarna 2014 i Sotji.